# Ljungsbro
Ljungsbro er en by i Linköpings kommun i Östergötlands län i Östergötland i Sverige. I 2010 havde byen 6.620 indbyggere. Byen ligger cirka 10 kilometer nordvest for Linköping, ved Motala ström og Göta kanal; Cirka fem kilometer nordvest for byen ligger søen Ljungsjön, og mod øst ligger søen Roxen. I Ljungsbro ligger chokoladefabrikken Cloetta.

## Eksterne kilder og henvisninger
1. ↑  Tätorter, arealer, befolkning Statistiska centralbyrån.